# بخش مرکزی شهرستان بوانات
بخش مرکزی شهرستان بوانات یکی از بخش‌های شهرستان بوانات در استان فارس ایران است.

## تقسیمات کشوری
- بخش مرکزی شهرستان بوانات 
  - دهستان باغستان
  - دهستان سروستان
  - دهستان مزایجان
  - دهستان سیمکان (بوانات)

شهر: بوانات

## جمعیت
بنابر سرشماری مرکز آمار ایران، جمعیت بخش مرکزی شهرستان بوانات در سال ۱۳۹۵ برابر با ۱۶،۶۹۸ نفر بوده است.